# Sylvain Auguste de Marseul

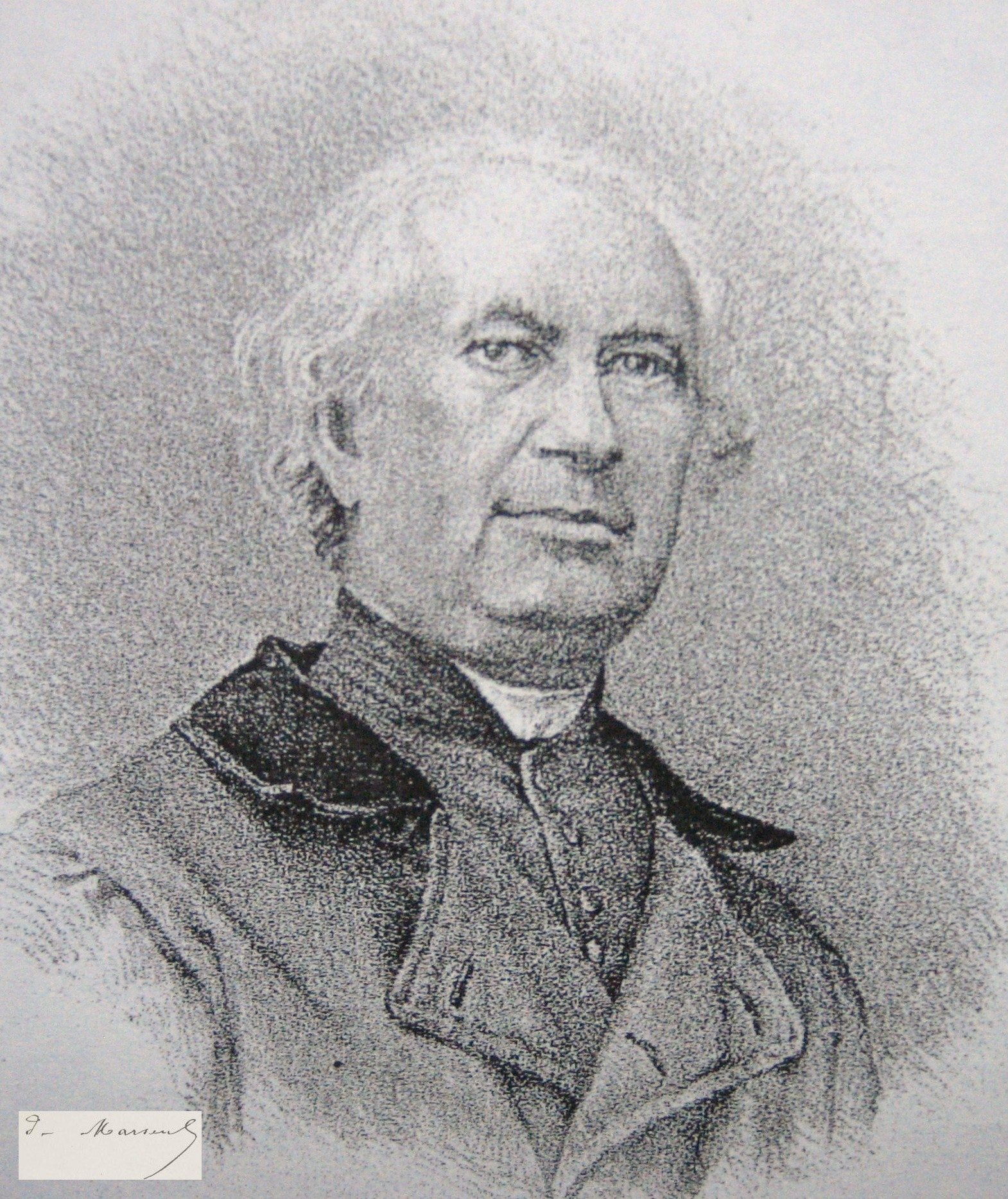
Sylvain Auguste de Marseul

Sylvain Auguste de Marseul (* 21. Januar 1812 in  Fougerolles-du-Plessis; † 16. April 1890 in Paris) war ein französischer Geistlicher und Entomologe, spezialisiert auf Käfer.

## Leben
Der Abbé Marseul lehrte 1833 bis 1836 am Petit séminaire in Paris, gründete 1842 ein Collège in Laval und lehrte 1850 bis 1853 wieder in Paris. Auf einer Amerikareise 1854 begann er sich für Entomologie zu interessieren.
1864 gründete er eine Zeitschrift für Käferkunde, genannt L’Abeille (Die Biene), die nach seinem Tod von Ernest Marie Louis Bedel (1849–1922) und René Gabriel Jeannel (1879–1965) als Herausgeber fortgesetzt wurde. Darin veröffentlichte Marseul auch über Geschichte der Entomologie in Frankreich.
Er galt als Autorität für Stutzkäfer (Histeridea) und befasste sich mit Blattkäfern (Chrysomelidae). Er benannte unter anderem 1863 die Tribus Tropiphorini aus den Entiminae.
Seine Sammlung ist im Muséum national d’histoire naturelle und seine Bibliothek bei der Société entomologique de France, deren Präsident er 1871 war.

## Mitgliedschaften
1841 wurde de Marseul von Félix Édouard Guérin-Méneville als Mitglied Nummer 220 der Société Cuvierienne vorgestellt.

## Schriften
- Éléments d’arithmétique raisonnée, à l’usage des frères de Saint-Joseph. Périsse frères, Paris u. a. 1839.
- Essai monographique de la famille des Histérides. In: Annales de la Société entomologique de France. 1854 bis 1862, ISSN 0037-9271.
- Catalogue des coléoptères d’Europe. Chez l’auteur, Paris 1857, (Digitalisat).
  - Catalogue des coléoptères d’Europe et du bassin de la Mediterranée en Afrique & en Asie. 2e edition. Chez l’auteur u. a., Paris 1863, (Digitalisat).
- Catalogus coleopterorum Europæ et confinium. Deyrolle u. a., Paris u. a. 1866, (Digitalisat).